# Luxair
Luxair (фр. Luxair Société Luxembourgeoise de Navigation Aérienne SA) — национальный авиаперевозчик Великого Герцогства Люксембург. Авиакомпания выполняет регулярные перевозки в 50 пунктов назначения в Европе, Северной Африке, Средиземноморье и на Ближнем Востоке; кроме того, выполняются чартерные и летние сезонные рейсы. Штаб-квартира компании находится на территории главного аэропорта страны в коммуне Сандвейлер. Базовым для авиакомпании является Международный аэропорт Люксембург-Финдел.

## История
Прародителем Luxair была основанная в 1948 году Luxembourg Airlines Company. Luxair была основана 1961 для удовлетворения растущего спроса на пассажирские авиаперевозки между Люксембургом и другими европейскими странами.
В 1962 году Luxair начала полёты по маршруту Люксембург — Париж на самолёте Fokker F27. К 1967 году флот Luxair состоял из трёх таких самолётов и одного Vickers Viscount. Позже он был списан вследствие авиаинцидента 1969 года и заменён в 1970 году реактивным самолётом Caravelle, построенном Sud Aviation в тулузе. В 1970 году Luxair была одним из соучредителей новой люксембургской грузовой авиакомпании Cargolux. Первое судно от корпорации Boeing (Boeing 737—200) принято в эксплуатацию в 1977 году. С годами, Luxair вводил в свой флот новые реактивные самолёты Boeing 747SP (для рейсов в ЮАР), Boeing 737—400 и Boeing 737—500; также были приняты в эксплуатацию турбовинтовые Fokker 50 и реактивные самолёты бразильского производителя Embraer. С целью превращения всего флота в реактивный, последний Fokker 50 был выведен из эксплуатации в апреле 2005 года.
В марте 2003 года Luxair заказал два новых Boeing 737—700 для замены более старых самолётов Boeing. Первый из самолётов был доставлен 18 февраля 2004 года; третье судно было заказано в августе 2003 года и доставлено в январе 2005 года.
Имевший в последние несколько лет рост цен на авиатопливо поставил региональные авиакомпании, имеющие в парке реактивные суда, в сложное финансовое положение. Для снижения расходов Luxair решила вернуть турбовинтовые самолёты в эксплуатацию. В июне 2006 года она подписала контракт с канадской авиастроительной компанией Bombardier на три Dash 8-Q400 и ещё три опциона. Последний из этих самолётов был доставлен в сентябре 2007 года. В дополнение были заказаны два Q400s. Ожидается, что в 2010 году пятый самолёт пополнит парк Luxair[обновить данные].
В октябре 2008 года Luxair решила разместить заказ на свой первый Boeing 737—800. Этот более вместительный самолёт заменит Boeing 737—500[обновить данные].
Собственники компании: Правительство Люксембурга (23,1 %), Banque et Caisse d'Épargne de l'État (13,4 %), Luxair Group и другие (13,2 %), Dexia/BIL (13,1 %), Lufthansa (13 %), Banque Generale du Luxembourg — BGL (12,1 %) и Panalpina World Transport (12,1 %). В ней работало 2210 сотрудников (на март 2007 года).
Luxair получила награду как самый пунктуальный регулярный перевозчик аэропорта Лондон-Сити по итогам 2008 года.

## Флот
Флот Luxair fleet на февраль 2010 года имел в своём составе:
На февраль 2010 года средний возраст самолётов компании был 6,3 года.

## Происшествия
- 22 декабря 1969 года самолёт Vickers Viscount (бортовой номер LX-LGC), прибывавший из Франкфурта, попал в снежный холмик на взлётно-посадочной при сложных метеоусловиях в люксембургском аэропорту. Никто не погиб, но самолёт не подлежал восстановлению, и был списан в мае следующего года[8].

- 6 ноября 2002 года самолёт Fokker 50 (бортовой номер LX-LGB), летевший из Берлина, упал в поле близ деревни Нидеранвен во время приближения к люксембургскому аэропорту. Погибли 18 из 19 пассажиров и 2 из 3 членов экипажа. На сегодняшний день, это первое и единственное происшествие со смертельным исходом в Luxair.